# Jim Crockett, Jr.
James Allen Crockett Jr., né le 10 août 1944 et mort le 3 mars 2021, est promoteur américain de catch. De 1973 à 1989, il était propriétaire de la Jim Crockett Promotions (JCP), une entreprise de catch affiliée à la National Wrestling Alliance (NWA). De 1976 à 1987, Jim Crockett Promotions détente aussi l'équipe des Charlotte Orioles, une petite équipe de baseball basée à Charlotte en Caroline du Nord et les Winston-Salem Polar Twins (en) dans la Southern Hockey League de 1974 à 1975.

## Jeunesse
Né de Jim Crockett et Elizabeth (Eversole) Crockett à Charlotte, Jim Jr. est diplômé de la Myers Park High School (en) de Charlotte en 1960. Ses plus jeunes frères (David, Jackie et Frances) et lui n'étaient que très peu impliqués dans le catch jusqu'à la mort de leur père en 1973. Le père Crockett est promoteur de catch et d'autres formes de divertissement depuis 1931 (avec Jim Crockett Promotions (JCP) rejoignant la National Wrestling Alliance (NWA) en 1950).

## Carrière professionnelle

### Prise de contrôle de la Jim Crockett Promotions
Bien que Jim Crockett Sr. avait décidé que son gendre John Ringley allait diriger la JCP, Jim Jr. a repris l'entreprise la même année. Crockett désigne le catcheur George Scott en tant que booker, et signe des lutteurs de tout le pays, des vétérans comme Wahoo McDaniel (en) aux plus jeunes combattants comme Ric Flair,.

### Président de la NWA

#### Premier mandat
En 1980, Crockett est élu pour son premier mandat en tant que président de la NWA, qui prend fin en 1982. Il a un partenariat avec la Maple Leaf Wrestling, basée à Toronto et détenue par Frank Tunney (en), jusqu'à la mort de celui-ci en 1983. Le neveu de Tunney, Jack Tunney, modifie l'accord en faveur de la World Wrestling Federation (WWF) de Vince McMahon . Crockett a ensuite formé un partenariat de courte durée avec Verne Gagne et son American Wrestling Association (AWA) pour former la Pro Wrestling USA.

#### Deuxième mandat
Crockett est élu pour un deuxième mandat en tant que président de la NWA en 1985. Il achète le programme de télévision nocturne de Vince McMahon sur Superstation WTBS et son entreprise commence à fleurir. Au cours de cette année, il organise le premier tournoi annuel du Jim Crockett Sr. Memorial Cup, dans lequel les combattants de huit territoires régionaux de la NWA participent en  d'équipe, au Superdome de Louisiane à la Nouvelle-Orléans. Les Road Warriors vainquent Ron Garvin et Magnum T.A. après 7½ heures de spectacle pour triompher. Bien que Crockett ait organisé le tournoi en hommage à son père, plusieurs promoteurs rivaux le soupçonnent d'utiliser l'événement pour promouvoir ses propres plans pour étendre sa promotion au niveau national.
Ces soupçons augmentent au fur et à mesure que Crockett commence à organiser des spectacles à Memphis et en Floride sans contacter les promoteurs locaux de la NWA. Il achète finalement des promotions basées en Oklahoma et à Kansas City sur le territoire de la Mid-South (en) et a commence à lancer ses propres émissions à la télévision, syndiqués à travers les États-Unis.

#### Troisième mandat
Crockett a été élu pour un troisième mandat comme président de la NWA en 1987. La même année, il a achète la Championship Wrestling from Florida (en) et l'Universal Wrestling Federation (en), acquérant ainsi des talent comme Sting et le commentateur Jim Ross. Bien qu'il soit initialement prévu de maintenir l'UWF et la NWA comme des promotions distinctes pour promouvoir un événement annuel interpromotionnel similaire au Super Bowl, Crockett déplace l'ancien siège de l'UWF de Tulsa dans l'Oklahoma, à Dallas au Texas et intègre leurs vedettes à sa propre promotion.
Crockett promeut son entreprise, JCP, comme étant la NWA, parce qu'il investit six territoires où est implantée cette fédération et qu'il en est le président, ajoutant à la confusion des fans.

### Crockett vend sa promotion à Ted Turner
En novembre 1988, Crockett est proche de la faillite et, grâce au promoteur Jim Barnett (en), il vend son entreprise à Ted Turner, qui la renomme World Championship Wrestling (WCW),. Crockett reste président de la NWA jusqu'en 1991.

### Tentatives de courte durée de revenir dans le catch
Crockett essaye de revenir sur le marché du catch en 1994 avec un réseau appelé la World Wrestling Network. Il est de courte durée, et il quitte cette discipline pour de bon en 1995. Crockett a également ramené la NWA de retour au Sportatorium de Dallas pour un bref moment.

### Carrière après le catch
Après sa retraite de promoteur, Crockett travaille en tant qu'agent immobilier et de prêts hypothécaires du Texas,.

## Mort
Le 28 février 2021, Dave Meltzer du Wrestling Observer Newsletter rapporte que Crockett dans un état grave. Quatre jours plus tard, Robert Gibson affirme que Crockett est mort en raison de complications d'insuffisance hépatique et rénale. Il avait 76 ans. Crockett avait également attrapé la COVID-19 deux mois plus tôt, selon son frère David.